# Schallers muisspitsmuis
De Schallers muisspitsmuis (Myosorex schalleri)  is een zoogdier uit de familie van de spitsmuizen (Soricidae). De wetenschappelijke naam van de soort werd voor het eerst geldig gepubliceerd door Heim de Balsac in 1966.

## Voorkomen
De soort komt voor in Congo-Kinshasa.